# Bundesautobahn 49
La Bundesautobahn 49, abbreviata anche in A 49, è una autostrada tedesca che collega la città di Kassel con la città di Neuental, dove è stata posta un'uscita provvisoria.
Con un percorso che si sviluppa interamente nell'Assia, una volta completata dovrebbe terminare ad Homberg (Ohm), confluendo nella A 5, permettendo a chi proviene dalle città a Nord di Kassel di proseguire verso Francoforte sul Meno senza passare per l'intricato nodo di Bad Hersfeld dove confluiscono la A 4, la A 5 e la A 7.

## Percorso
| A 49 |           |                           |       |                |                |
| Tipo | n° uscita | Indicazione               | km    | Corrispondenze | Strada europea |
|      | 1         | Am Lohfeldener Rüssel     | 122,4 |                |                |
|      | 2         | Incrocio di Kassel Mitte  | 122,8 |                |                |
|      | 3         | Kassel Industriepark      | 123,9 |                |                |
|      | 4         | Kassel Waldau             | 125,5 |                |                |
|      | 5         | Kassel Auestadion         | 127,0 |                |                |
|      | 6         | Kassel Niederzwehren      | 129,0 |                |                |
|      | 7         | Incrocio di Kassel West   | 130,0 |                |                |
|      | 8         | Baunatal Nord             | 130,7 |                |                |
|      | 9         | Baunatal Mitte            | 132,7 |                |                |
|      | 10        | Baunatal Süd              | 134,6 |                |                |
|      |           | Area di servizio "Elztal" | 135,2 |                |                |
|      | 11        | Edermünde                 | 136,1 |                |                |
|      | 12        | Felsberg                  | 137,2 |                |                |
|      | 13        | Gudensberg                | 141,2 |                |                |
|      | 14        | Fritzlar                  | 148,1 |                |                |
|      | 15        | Wabern                    | 153,7 |                |                |
|      | 16        | Borken (Hessen)           | 159,0 |                |                |
|      | 17        | Neuental                  | 167,5 |                |                |